# Tourrettes-sur-Loup

Tourrettes-sur-Loup este o comună în departamentul Alpes-Maritimes din sud-estul Franței. În 1 ianuarie 2022 avea o populație de 4.126 de locuitori.